# Jo Bogaert
Jo Bogaert (Aalst, 1956), ook bekend als Thomas De Quincey, is een Belgische muzikant en producer.

## Biografie
Hij begon zijn muzikale carrière in de marge van de new wave. Zo was hij bassist bij de door Velvet Underground geïnspireerde formatie White Light en bracht hij in 1983 de LP None of Them Are Green uit. Niet veel later richtte hij zijn eigen label Clip Records op, waarmee hij omstreeks 1986 de eerste Belgische New Beat-producties uitbracht van The Colonel Bogey Band. 
Met de projecten Acts of Madmen en vooral Nux Nemo trad Bogaert een eerste maal in de schijnwerpers. Zo bracht hij in 1987 met laatstgenoemde de eerste New Beat-lp China Town uit en de single Hiroshima waarmee hij in november 1987 de BRT Top 30 haalde. In deze periode liet hij zich inspireren door de Duitse bands Off en 16 Bit. Een ander nummer uit deze periode is Asian Fair, eveneens uitgegeven onder de naam Nux Nemo. In datzelfde jaar volgde de LP Riott 88, uitgebracht onder zijn eigen naam.
Met zijn trage ritme, zware bassen en vele samples drukte hij zijn stempel op de Belgische New Beat. Tot omstreeks 1988 gaf hij op zijn label nog een twintigtal producties uit alvorens zich als eerste van het genre te distantiëren. Hij begon te sleutelen aan een origineel en nieuw geluid en in 1989 bracht hij de op een na succesvolste Belgische single aller tijden op de markt met het Eurodance-project Technotronic: Pump Up the Jam. Het nummer werd in bijna de ganse wereld een nummer 1-hit; er werden 3,5 miljoen exemplaren van verkocht. Het nummer werd ingezongen door de Zaïrese Manuela Kamosi (Ya Kid K), maar tijdens optredens werd het gezongen door Felly Killingi. 
Datzelfde jaar verschenen het album Pump Up the Jam en nog drie andere singles, te weten Get Up, This Beat Is Technotronic en Megamix. Deze werden echter niet zo goed verkocht als Pump Up the Jam. In 1990 (Trip On This) en 1991 (Body To Body) verschenen er nog twee Technotronic-albums, waarvan laatstgenoemde werd ingezongen door zangeres Reggie (bekend van Last night a D.J. saved my life van de New Yorkse band Indeep). 
De volgende drie jaar ondernam Bogaert geen activiteiten met Technotronic. In 1993 bracht hij onder zijn eigen naam het album Different Voices uit. Het werd in 1992 voorafgegaan door de single Water. In 1994 verscheen nog Guerilla. 
In 1995 werd een nieuw (tevens het laatste) Technotronic-album Recall uitgebracht, waarop Ya Kid K opnieuw de zang verzorgde. De single Move This van dit album werd een hit en bereikte in de Amerikaanse Billboard-lijst de 6e positie. Het nummer werd gebruikt in een reclame van Revlon.
In de periode daaropvolgend was Bogaert voornamelijk actief als producer, gastmuzikant of achtergrondzanger. Zo werkte hij in 1996 samen met Gorki voor Monstertje, met An Pierlé in 1999 voor Mud Stories en in 2006 voor White Velvet, en met Gabriel Ríos in 2004 voor Ghostboy en in 2007 voor Angelhead.
In 2010 publiceerde hij het boek Van Eyck, de aanbidding van het Lam Gods: machtsdroom en esoterie, twee jaar later (2012) volgde "Oe zeg de?", een hommage aan het Aalsters dialect.. In 2013 verscheen het boek 'Wabliftra? Over Aalst in de jaren zestig en zeventig'.

## Selectieve discografie

### Albums
| - Jo Bogaert - None of Them Are Green (productie, 1983) - Nux Nemo - China Town (productie, 1987) - Jo Bogaert - Riott 88 (productie, 1987) - Technotronic - Pump Up The Jam - The Album (productie, 1989) - Technotronic - Rockin' Over the Beat (productie, 1990) - Technotronic - Trip On This (productie, 1990) - Technotronic - Trip On This - The Remixes (productie, 1990) - Technotronic - Body To Body (productie, 1991) - Jo Bogaert - Different Voices (productie, 1993) - William Souffreau - In My Room (productie, programmatie en gitaar, 1994) - Technotronic - Recall (productie, 1995) - Millennium - A Civilised Word (productie, programmatie, shaker, sitar, 1995) - Gorki - Monstertje (productie, 1996) - An Pierlé - Mud Stories (productie, 1999) - Gabriel Ríos - Ghostboy (productie, klavier, programmatie, 2004) - The Rhythm Junks - Virus B-23 (productie, 2004) - An Pierlé & White Velvet - White Velvet (achtergrondzang, 2006) - Gabriel Ríos - Angelhead (productie, 2007) - Lynn Verlayne - Drifter (productie, programmatie, keyboards, 2010) | - Jo Bogaert - None of Them Are Green (1983) - Nux Nemo - China Town (1987) - Jo Bogaert - Riott 88 (1987) - Technotronic - Pump Up The Jam - The Album (1989) - Technotronic - Rockin' Over the Beat (1990) - Technotronic - Trip On This (1990) - Technotronic - Trip On This - The Remixes (1990) - Technotronic - Body To Body (1991) - Jo Bogaert - Different Voices (1993) - Technotronic - Recall (1995) - Millennium - A Civilised Word 1995) - Gabriel Ríos - Angelhead (2007) |

### Singles

#### Muzikant
- Arno - Whoop That Thing (1990, remix)
- Noordkaap - Dans met Mij (1991, remix)
- Millennium - Another Great Victory (1995, programmatie, shaker en klavier)
- Millennium - Prosak (1996, programmatie)
- Gabriel Ríos - Banos Bugalu (2003)
- Gabriel Ríos - Catastrofe (2004)
- Gabriel Ríos - Ghostboy (2004)
- Gabriel Ríos - Broad daylight (2004)
- Gabriel Ríos - Unrock (2005)
- An Pierlé & White Velvet - How Does It Feel (2006, backing vocals)
- An Pierlé & White Velvet - Jupiter (2006, backing vocals)
- An Pierlé & White Velvet - It's Got to Be Me (2007, backing vocals)

#### Producer
- Nux Nemo - Chinatown (1987)
- Nux Nemo - Hiroshima (1987)
- Nux Nemo - Asian Fair (1987)
- Acts of Madmen - The Dream (1987)
- Acts of Madmen - What's the Matter (1988)
- Hi Tek 3 - Spin That Wheel (1989)
- Technotronic - Rockin' Over the Beat (1990)
- Technotronic - Get Up (1990)

- Technotronic - Megamix (1990)
- Technotronic - This Beat Is Technotronic (1990)
- Technotronic - Work (1990)
- Technotronic - Move That Body (1990)
- Sjamayee! - Widi Widi Widi (1992)
- Jo Bogaert - Water (1992)
- Technotronic - Hey Yoh, Here We Go (1993)
- The Believers - Hush (1994)
- The Believers - Get Up (1994)
- Jo Bogaert - Guerilla (1994)
- Millennium - Another Great Victory (1995)
- Millennium - Prosak (1996)
- Technotronic - I Want You By My Side (1996)
- Technotronic - Like This (1999)
- Technotronic - The Mariachi (2000)
- Technotronic - The G-Train (2000)
- An Pierlé - Tower (2000)
- Gabriel Ríos - Banos Bugalu (2003)
- Gabriel Ríos - Broad daylight (2004)
- Gabriel Ríos - Catastrofe (2004)
- Gabriel Ríos : Ghostboy (2004)
- Gabriel Ríos - Unrock (2005)
- Gabriel Ríos - Baby Lone Star (2007)
- Gabriel Ríos - Angelhead (2007)